# Live Oak (Contea di Sutter, California)
Live Oak è una città degli Stati Uniti d'America situata nella Contea di Sutter, nello Stato della California.